# Paul Copin-Albancelli
Paul Copin-Albancelli (seudónimo de Paul-Joseph Copin) (1851-1939), fue un periodista francés, militante nacionalista y antimasónico, siendo él mismo un antiguo masón del Gran Oriente de Francia) y escritor de teorías de conspiraciones denunciando un Nuevo Orden Mundial.

## Biografía
Era un miembro de la Action française. Fundó los periódicos À bas les tyrans (con André Baron), y La Bastille. Fundó el movimiento de la Ligue française anti-maçonnique. Dirijo las ediciones La Renaissance française. 